# La Tenda (Sant Quirze Safaja)
La Tenda és el nom d'un petit grup de cases modernes del terme municipal de Sant Quirze Safaja, a la comarca del Moianès.
Estan situades al nord-oest del poble de Sant Quirze Safaja, al peu de la carretera BV-1341, a la dreta de la riera de Sant Quirze. És a prop i al nord-oest de Can Pereredes i de Cal Pastor. Hi ha la botiga de queviures, un caixer automàtic i, fins fa poc, la farmàcia del poble, que ha estat traslladada uns dos-cents metres més al sud-est.
Al 1962 es van començar a produïr les seves famoses neules de nadal.